# Julius Freiherr von der Heydte
Julius Freiherr von der Heydte (* 13. April 1865 in Hersbruck; † 7. August 1923 in München) war ein deutscher Jurist und Münchner Polizeipräsident.

## Werdegang
Julius Freiherr von der Heydte studierte Rechtswissenschaft an der Ludwig-Maximilians-Universität und absolvierte 1886 das erste Staatsexamen. Seine Vorbereitungspraxis erfolgte im Amtsgericht, im Landgericht, in der Polizeidirektion, im Bezirksamt und in einer Anwaltspraxis in München. 1889 bestand er die Assessorprüfung (Staatskonkurs), das Zweite Staatsexamen. Von 1890 bis 1892 war er als Praktikant dem Bezirksamt München und der Regierung von Oberbayern und danach dem Bezirksamt von Günzburg als Assessor zugeteilt.
Im selben Jahr erhielt er eine Anstellung im Staatsministerium des Innern und wurde 1895 zum Regierungsassessor ernannt. 1897 bis 1899 war er Bezirksamtmann des Landkreis Berchtesgaden, bevor er im Staatsministerium des Innern für Kirchen- und Schulangelegenheiten beschäftigt wurde.
1900 wurde er zum Regierungsrat, 1903 zum Oberregierungsrat und 1906 zum Polizeidirektor der Polizeidirektion München ernannt, die er bis 1913 leitete. Ab 1907 führte er den Titel Polizeipräsident. 1913 wurde er zum Senatspräsident am Verwaltungsgerichtshof berufen, ein Jahr später krankheitshalber in den einstweiligen Ruhestand versetzt. 1920 wurde er zum Generalstaatsanwalt am Verwaltungsgerichtshof ernannt.
Seine Tätigkeit war geprägt von umfassender Fürsorge. Als Frank Wedekind 1908 um eine Genehmigung (Placet) für seine Travestie auf Albert Langen, Oaha bat, erklärt ihm von der Heydte in Gegenwart von Ignaz Georg Stollberg (* 1853; † 1926; Mitte November 1897 bis 1901 Leiter des Schauspielhaus München in den Centralsälen, anschließend im Gebäude der Münchner Kammerspiele):

„Sie haben die öffentliche Meinung gegen sich. Solange das der Fall ist gebe ich Ihr Stück nicht frei.“

Wedekind fragte daraufhin in einem offenen Brief:

„Was hat die öffentliche Meinung gegen mich?
Welche Partei hat etwas gegen mich, und wo ist diese Partei zu finden?
Kommt es in der Kunststadt München in künstlerischen Fragen wirklich nicht darauf an, was jemand kann, sondern darauf, was er gegen sich hat?“

## Münchner Theaterzensurbeirat
„Die mannigfachen Vorschläge, welche zur Verbesserung des Theaterzensurwesens seit Jahren in den Parlamenten, in der Presse und in der Fachliteratur gemacht worden sind, haben mich veranlaßt, zu dem Versuche der Schaffung eines Theaterzensurbeirates für die kgl. Polizeidirektion München zu schreiten. Diesem Beirate oder Kollegium soll die Aufgabe zufallen, der Behörde in zweifelhaften Fragen auf dem Gebiete der Theaterzensur durch Abgabe mündlicher oder schriftlicher Gutachten beratend zur Seite zu stehen. Behufs Vermeidung umfangreicher Arbeitskraft für jene Herren, welche ihre Kräfte freiwillig in den Dienste dieser, das kulturelle Leben, wie das öffentliche Interesse überhaupt stark berührenden Angelegenheit zu stellen gesonnen wären, würde ich mir jeweils nur besonders wichtige Einzelfälle, so dann vielleicht gewisse prinzipielle Gegenstände der Zensurpolizei zu Beratung und gutachtlichen Äußerung zu unterbreiten gestatten.“

Empfänger des Schreibens vom 7. März 1908 waren:
1. Bernhard von Arnold (* 31. Juli 1838 zu Würzburg; † 1922 in München) war ein Geheimer Hofrat und von Oktober 1887 bis 1899 Rektor des Wilhelmsgymnasium München.
2. Friedrich Basil
3. Hans Cornelius
4. Otto Crusius
5. Alexander von Gleichen-Rußwurm
6. Karl Graßmann (* 1867; † 1933) 1895: Oberarzt im Klinikum rechts der Isar Spezialisiert auf Herzerkrankungen Von seinen 50 Publikationen betreffen 30 sein Spezialgebiet.[3]
7. Max von Gruber
8. Max Halbe
9. Karl Theodor von Heigel
10. Adolf von Hildebrand
11. Georg Kerschensteiner
12. Emil Kraepelin
13. Richard Du Moulin-Eckart
14. Friedrich von Müller
15. Franz Muncker
16. Johann Nicklas (* 1851; † 1933) 1896–1919 Rektor des Theresien-Gymnasium München
17. Ernst von Possart Vorsitzender
18. Josef Ruederer
19. Jocza Savits
20. Hans Schnorr von Carolsfeld
21. Anton von Stadler
22. Emil Sulger-Gebing
23. Karl Voll
24. Wilhelm Weigand
25. Julius von Werther

In einem Schreiben vom 8. März 1908 wurden die Mitglieder der Ersatzkommissionen um ihre Mithilfe gebeten:
1. Bernhard von Arnold
2. Friedrich Basil
3. Otto Crusius
4. Karl Graßmann
5. Emil Kraepelin
6. Josef Ruederer
7. Jocza Savits
8. Hans Schnorr von Carolsfeld
9. Emil Sulger-Gebing

Mit Ausnahme des Historikers  Karl Theodor von Heigel (* 1842 in München, † 1915 in eben da), der aus beruflichen Gründen absagte, waren alle Berufenen zur Übernahme des Amtes gerne bereit.
Mit Ausnahme von vier Amtsniederlegungen und fünf Todesfällen, wobei nur drei neue Mitglieder berufen wurden, blieb der Zensurbeirat von 1908 bis 21. November 1918 unverändert bestehen.
Für die 1915 bzw. 1917 verstorbenen Savits und Voll wurden keine neuen Mitglieder benannt.
Für den im Herbst 1915 verstorbenen Josef Ruederer wurde kein neues Mitglied ernannt.
Das Verbot von Schloß Wetterstein am 30. Oktober 1911 und Oaha am 16. November 1911 sowie die Ablehnung des Kammersängers durch die Intendanz des Hoftheaters haben Wedekind, der sich durch in seinem dramatischen Schaffen zunehmend durch die Zensur eingeschränkt sah zu drei Fragen an die Öffentlichkeit veranlasst, in denen er um Aufklärung bat: Wer, Was und Warum  gegen ihn hatte. Am 1. Dezember 1911 sandte Max Halbe an den Polizeipräsidenten von der Heydte: Der kgl. Polizeidir. beehre ich mir, mitzuteilen, dass ich mich von heute nicht mehr als Mitglied des Zensurbeirates zu betrachten bitte, da mir eine weitere Mitwirkung an dieser Institution in Anbetracht der verschärften prinzipiellen Gegensätze nicht mehr ersprießlich erscheint. Ganz ergebenst Dr. Max Halbe.
Der Brief wurde in fast allen größeren Zeitungen Münchens und des Deutschen Reichs veröffentlicht. In den Kommentaren zu dieser Austrittserklärung kam meist die Hoffnung zum Ausdruck, dass andere Mitglieder dem Beispiel M. Halbes folgen mögen.
Trotzdem löste ihn Thomas Mann in dieser Funktion ab.  Mann verließ den Zensurbeirat, als Wedekinds Lulu verboten wurde. Am 7. Dezember 1912 schildert Th. Mann in einem Brief an Wedekind seine Aufgabe im Zensurbeirat so: Man müsse die Aufseher der öffentlichen Ordnung vor Eingriffen in Werke von Dichtungsrang warnen.
Am 29. Mai 1913 schreibt er an Wedekind über seinen Austritt aus dem Zensurbeirat: Da nun meine Demission als Polizeiorgan mir Ihre Sympathie zurückgewinnen konnte, so will ich vergnügt sein, sie gegeben zu haben, Das Verbot ihres größten Werkes war jedenfalls eine passende Gelegenheit dazu. Und von dem Odium dieses besonderen Amtes abgesehen, ganz ohne Amt ist mir schließlich am wohlsten.
Josef Hofmiller trat  am 4. Januar 1911 für Hans Cornelius ein, der im Sommer 1910 dem Ruf an die Universität Frankfurt gefolgt war.
Alfred von Mensi-Klarbach (* 16. Dezember 1854 zu Innsbruck, † 1933) gehörte ebenfalls zu den später Berufenen.
Für die 1915 bzw. 1917 verstorbenen Savits und Voll wurden keine Ersatzräte benannt.